# Christopher Merret
Christopher Merret FRS (membre de la Royal Society) (16 de febrer de 1614/5 – 19 d'agost de 1695), també escrit com a Merrett, va ser un metge i científic anglès. Va ser el primer en documentar la incorporació deliberada de sucre per a la producció de vins escumosos, i va produir la primera llista d'ocells i papallones de les Illes Britàniques.

## Vida
Merret va néixer a Winchcombe, Gloucestershire el 16 de febrer; Hunter dona l'any del seu naixement com a 1615, que podria haver estat el 1614 segons l'Estil Antic. El 1632 va anar fins a Gloucester Hall, Oxford (que més tard es va convertir en Worcester College); va rebre el seu BA de Oriel el 1635, i el seu Bachelor of Medical Sciences (BMed) i el Doctorate on Medicine (DMed) a Gloucester Hall el 1636 i 1643, respectivament.
A continuació, Merret practica la medicina a Londres, convertint-se en membre del Royal College of Physicians el 1651; tot i que va ser expulsat el 1681. Tres anys més tard es va traslladar a les instal·lacions de la College of Physicials a Amen Corner, prop de la Catedral de Sant Pau, com el primer Bibliotecari Harverià, en reconeixement de William Harvey, càrrec que va ocupar fins al 1665. Va ser membre fundador de la Royal Society i president del seu comitè relacionat amb la història del comerç i el comerç, però en va ser expulsat el 1685.
Va morir a casa seva prop de l'ermita a Hatton Garden, el 19 d'agost de 1695, i va ser enterrat a Sant Andrew's, Holborn.

## Naturalista
Merret recollia noves plantes, va mantenir un jardí d'herbes i compilà una de les primeres llistes de la flora, fauna i minerals d'Anglaterra, el Pinax la rerum Naturalium Britannicarum. El Pinax va ser publicat en 1666 i és un catàleg alfabètic amb cap comentari explicatiu. No obstant i això, representa la primera de les llistes Britàniques aus i papallones, i conté una de les primeres instruccions fetes per un anglès sobre l'origen orgànic dels fòssils:

## Metal·lúrgia i fabricació de vidre
Merret va demostrar un interès particular en usos industrials de minerals, publicà treballs de fundició i mineria d'estany. El 1662 va traduir l'Art del Vidre (1611) d'Antonio Neri i va afegir 147 pàgines del seu puny i lletra, d'altres autors i de les seves pròpies observacions. Les seves descripcions sobre la fabricació del vidre indicaven una especial familiaritat amb el procés, però el seu salt a la fama es trobà en un camp completament diferent. El 17 de desembre de 1662 va presentar Some Observations concerning the Ordering of Wines a la Royal Society. En aquest informe, descobert pel crític i escriptor vinícola Tom Stevenson, Merret descriu com els enòlegs afegeixen quantitats de sucre i melassa per fer els vins escumosos de forma ràpida i brillant. Avui, això seria l'anomenat méthode champenoise, l'addició de licor de tirage per tal d'estimular una fermentació secundària que produeix les bombolles en el cava.
La fermentació espontània secundària s'havia produït en vins tranquils des de l'antiguitat. La majoria d'ampolles de vidre de l'època no eren prou fortes per a contenir les altes pressions que es generaven i per això l'explosió de les ampolles va ser un de riscos laborals de l'elaboració del vi. Sir Robert Mansell va obtenir el monopoli en la producció de vidre a Anglaterra a principis del segle xvii va industrialitzar-ne el procés. Les seves fàbriques amb força de carbó a Newcastle upon Tyne produïren ampolles molt més fortes de les que eren d'origen francès fetes en forns de llenya. Com a resultat els anglesos podrien deliberadament induir a una fermentació secundària en vi, sense el risc a l'explosió de l'ampolla, molt abans que el mètode tradicional Dom Pérignon, considerat que va inventar els vins escumosos de Cava al voltant de 1697, tot i que el fenomen va ser constatat pels monjos benedictins de l'abadia de Sant Hilari l'any 1531 a partir de la transformació del vi blanc tradicional de la regió, fet que fa del Blanqueta de Limós el vi escumós més antic del món.
Encara que Merret sembla haver estat més interessat en la fabricació de vidre que en l'elaboració del vi, els productors de vi escumós anglesos com Ridgeview van ràpidament utilitzar el seu nom com un terme genèric per descriure els seus vins.

## Obra

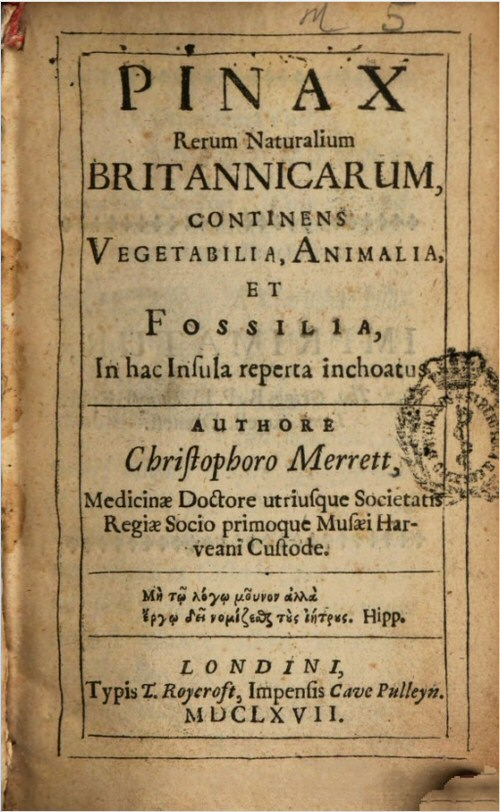
Títol de la pàgina de Merrett el Pinax la rerum Naturalium Britannicarum, 1666

- The Art of Glass, wherein are shown the wayes to make and colour Glass, Pastes, Enamels, Lakes, and other Curiosities. Written in Italian by Antonio Neri, and translated into English, with some observations on the author. Printed by Octavian Pulleyn, at the Sign of the Rose in St. Paul's Church-yard, London, 1662.
- Pinax Rerum Naturalium Britannicarum, continens Vegetabilia, Animalia, et Fossilia. Londini : Impensis Cave Pulleyn ad insigne Rosae in Coemeterio Divi Pauli, typis F. & T. Warren, 1666.

Els següents documents adscrits a Merret es van publicar a les Philosophical Transactions of the Royal Society, encara que els dos últims es van publicar l'any de la seva mort i s'atribueixen a "Mr. Merret, Surveyor of the Port de Boston", que pot haver estat el seu fill Christopher.
- Observations concerning the uniting of barks of trees cut, to the tree itself. Phil. Trans. R. Soc. Lond. II, 453–454 (abridged version, III, 706).
- An experiment on Aloe Americana serrati-folia weighed; seeming to import a circulation of the sappe in plants. Phil. Trans. R. Soc. Lond. II, 455–457 (abridged version, II, 645–646).
- An experiment of making cherry-trees, that have withered fruit, to bear full and good fruit; and recovering the almost withered fruit. Phil. Trans. R. Soc. Lond. II, 455 (abridged version, II, 652)
- A relation of the tinn-mines, and working of tinn in the county of Cornwal. Phil. Trans. R. Soc. Lond. XII, 949–952.
- The art of refining. Phil. Trans. R. Soc. Lond. XII, 1046–1052.
- A description of several kinds of granaries, as those of London, of Dantzick, and in Muscovy. Phil. Trans. R. Soc. Lond. II, 464–467.
- An account of several observables in Lincolnshire, not taken notice of in Camden, or any other author. Phil. Trans. R. Soc. Lond. XIX, 343–353 (abridged version, III, 533).
- A table of the washes in Lincolnshire. Phil. Trans. R. Soc. Lond. XIX, 392 (abridged version, II, 267).